# Araripe Júnior
Tristão de Alencar Araripe Júnior (Fortaleza, 27 de junho de 1848 — Rio de Janeiro, 29 de outubro de 1911) foi um advogado, crítico literário e escritor brasileiro.

## Biografia
Tristão de Alencar Araripe Júnior era filho de Tristão de Alencar Araripe, e de Argentina de Alencar Lima. Sua família foi uma das mais importantes do Ceará no século XIX, sendo seu pai filho de Tristão Gonçalves e neto de Bárbara de Alencar, Araripe Júnior era primo legítimo de José de Alencar.
Acompanhando o pai, que assumiu uma série cargos públicos no Império, residiu por fim em Recife, onde se matriculou no Colégio Bom Conselho, dirigido pelo Dr. Barbosa Lima, e, posteriormente, na Faculdade de Direito do Recife, onde nasceu a amizade com Tobias Barreto e Guimarães Júnior, bacharelando-se em 1869.
Em 1871 assumiu uma secretaria de governo em Santa Catarina, e entre 1872 e 1875 foi juiz em Maranguape, Ceará. No mesmo Estado, foi deputado provincial em duas legislaturas. Ainda nessa época ingressou na Maçonaria por meio da loja Fraternidade Cearense.
Mudou-se para o Rio de Janeiro em 1880 e exerceu, até 1886, a advocacia. Em 1893 foi nomeado diretor geral da Instrução Pública e, em 1903, Consultor Geral da República, cargo que exerceu até a morte, tendo proferido pareceres muito importantes.
Sua obra literária, inicialmente, era mais ligada à ficção. Porém, devido ao convívio com Rocha Lima, Capistrano de Abreu e outros críticos cearenses, passa a produzir no campo do ensaio e então tornou-se célebre. Escreveu sobre José de Alencar, Gregório de Matos, Tomás Antônio Gonzaga, Raul Pompeia, Aluísio Azevedo, e outros. Formou, com Sílvio Romero e José Veríssimo, a trindade crítica da época positivista e naturalista.
Sua obra crítica, dispersa pelos periódicos, desde os tempos do Ceará, só em parte foi publicada em livro, durante sua vida, tendo sido reunida e organizada por Afrânio Coutinho em Obra crítica de Araripe Júnior, em cinco volumes, publicados entre 1958 e 1966.
Foi membro-fundador da Academia Brasileira de Letras e do Instituto do Ceará, tendo sido, também, membro do Instituto Histórico e Geográfico Brasileiro.
No último livro, Ibsen e o espírito da tragédia (1911), sem abandonar a preocupação nacionalista, alçou-se a um plano de universalidade, buscando a razão de ser da tragédia humana, através da obra dos grandes trágicos, da Grécia ao século XIX. Como crítico, era um conselheiro amável e cheio de compreensão, sobretudo pelos estreantes.

## Academia Brasileira de Letras
Fundador da cadeira 16 da Academia Brasileira de Letras, recebeu o acadêmico Afrânio Peixoto.

## Obra

### Obras listadas na Biblioteca Digital de Literatura Brasileira e Portuguesa da UFSC[2]

#### Romances e novelas
- A casinha de sapé. Romance aparecido em folhetins no jornal Constituição em 1872, publicado em livro:
  - Luizinha. Romance, 1878, OCLC 245910453 OCLC 35748281 OCLC 853463163. Reedições:
    - Luizinha. Rio de Janeiro: José Olympio, 1979.
    - Otacílio Colares (org.), Pedro Paulo Montenegro (introdução): Luizinha. Reedição. Academia Cearense de Letras, Coleção Dolor Barreira, vol. 5,  1980. Online. OCLC 253370254 OCLC 6830706 OCLC 464171229
- O ninho de beija-flor. Romance, 1872 ou 1874. OCLC 35776597
- Jacina, a Marabá: chronica do século XVI. Romance. São Luiz, 1875. OCLC 853463171
  - Reedição como volume 29 da série Obras imortais da nossa literatura. São Paulo: Três, 1973, 245 páginas. OCLC 50836708
- Um motim na aldeia. Romance publicado no Jornal do Commercio em 1877.
  - Reedição sob outro título: O cajueiro do Fagundes: episódio cearense. Fortaleza: Secretaria de Cultura, Desporto e Promoção Social, 1975. OCLC 2333357
- O reino encantado - chronica sebastianista. Romance, 1878.
- O retirante. 1878
- Os guaianás. 1882
- Quilombo dos Palmares. 1882
- Xico Melindroso. Conto, 1882.
- Miss Kate. Romance, 1909.

#### Contos
- Contos Brasileiros. 1868

#### Crítica, teoria e história literárias
- Carta sobre a literatura brasílica, 1869. (Veja também: Obra crítica, volume I, p. 23-42 (digitalização))
- O papado, 1874. (Veja também: Obra crítica, volume I, p. 69-90 (digitalização).)
- José de Alencar, 1879 (contido no volume 1 da compilação Obra crítica de Araripe Júnior). (Veja também: Obra crítica, volume I, p. 129-258 (digitalização).)
- Lucros e perdas. Periódico(s). 1883. (Digitalização: Obra crítica, volume I, p. 329-360.)
- A terra, de Emílio Zola e O homem, de Aluísio de Azevedo. 1888. (Digitalização: Obra crítica, volume II, p. 25-90.)
- Raul Pompéia. 1888. (Digitalização: Obra crítica, volume II, p. 125-178.)
- Dirceu, ensaio, 1890. (Veja também: Obra crítica, volume II, p. 265-282 (digitalização))
- Deteriora sequor. 1894
- Gregório de Matos. 1894 (digitalização: Obra crítica, volume II, p. 385-490)
- Don Martin Garcia Merou. 1895 (digitalização: Obra crítica, volume III, p. 21-62)
- Machado de Assis. 1895. (digitalização: Obra crítica, volume III, p. 3-10)
- Crepúsculo dos Povos. Ensaio, 1896. (digitalização: Obra crítica, volume III, p. 195-222)
- Movimento literário de 1893. Ensaio, 1896. (digitalização: Obra crítica, volume III, p. 105-194)
- Estética de Poe. 1897
- Sílvio Romero polemista. 1898. (digitalização: Obra crítica, volume III, p. 271-332)
- Ulisses e o mundo moderno. 1898. (digitalização: Obra crítica, volume III, p. 343-366)
- Clóvis Beviláqua. 1899. (digitalização: Obra crítica, volume III, p. 367-402)
- Diálogos das novas grandezas do Brasil, 1909. (Veja também: Obra crítica, volume IV, p. 341-456 (digitalização))
- Ibsen e o espírito da tragédia. Ensaio, 1911 (parte de Ibsen; digitalização: Obra crítica, volume V, p. 97-112)

#### Epistolografia
- Correspondência de Machado de Assis. 1860

#### Outros
- Consolidação do Processo Criminal do Brasil. 1876
- Código Civil Brasileiro, ou leis civis do Brasil. 1885
- Função Normal do Terror nas Sociedades Cultas. 1891
- A constituição estadual. 1895
- Anchieta. 1897. (digitalização: Obra crítica, volume III, p. 235-242)
- Pareceres: 1903-1905. 1911
- Pareceres: 1906-1908. 1913

### AObra crítica de Araripe Júnior(organizada por Afrânio Coutinho)
A Obra Crítica de Araripe Júnior (cinco volumes organizados por Afrânio Coutinho publicados entre 1958 e 1970 (digitalização) contém os seguintes textos:

#### Volume I (1868-1887)
O hors texte contém: um retrato de Araripe Júnior (digitalização: Obra crítica, volume I, hors texte)], O Quinzenal (Obra crítica, volume I, hors texte), um Prefácio escrito por Thiers Martins Moreira em setembro de 1958 (digitalização: Obra crítica, volume I, p. VII-VIII) e uma introdução escrita por Afrânio Coutinho em setembro 1958 (digitalização: Obra crítica, volume I, p. IX-XII). Seguem os textos de Araripe Júnior:
- Música (digitalização: Obra crítica, volume I, p. 3-8)

Neste texto, Araripe Júnior fala da “íntima conexão existente entre a música e a natureza” desde a Antiguedade, fechando com: “A natureza é para o homem o que o sol poente era para a estátua de Mêmnon”.
- Contos da Roça (impressões de leitura) (digitalização: Obra crítica, volume I, p. 9-16)

Resenha da série de narrativas Contos da roça de Augusto Emílio Zaluar, com elogio de sua busca das raízes indígenas.
- Duas Palavras (digitalização: Obra crítica, volume I, p. 17-22)

Prefácio do opúsculo Contos brasileiros I, publicado sob o pseudônimo de Oscar Jagoanharo em 1868; “…a reabilitação memorável do povo que outrora percorria as selvas brasílicas de um extremo a outro, levando por toda a parte o estridor de suas armas e a fama de sua estoica e descomunal bravura. Eis a razão de ser desta pequena obra” (Obra crítica, volume I, p. 21).
- Carta sóbre a Literatura Brasílica (digitalização: Obra crítica, volume I, p. 23-42)

Publicado no Correio Pernambucano em junho de 1869 sob o título Literatura Brasílica; em seguida editado em folheto. Ao comparar a literatura indianista-naturalista norte-americana com a brasileira chega à conclusão de que “o verdadeiro rival de Fenimore é J. de Alencar”.
- Juvenal Galeno: Lendas e canções populares - Novas lendas e canções - Ecos silvestres - Folhas do coração - Porancaba (digitalização: Obra crítica, volume I, p. 43-56).

O texto dedicado a Juvenal Galeno tem nove partes.
- O Livro de Semprónio (três cartas) (digitalização: Obra crítica, volume I, p. 57-68)
- Escola Popular - o papado (em sete partes) (digitalização: Obra crítica, volume I, p. 69-90)
- A Poesia Sertaneja (duas cartas ao Conselheiro José de Alencar) (digitalização: Obra crítica, volume I, p. 91-102)
- Cantos do Equador (pelo Dr. A. de Melo Moras Filho) (digitalização: Obra crítica, volume I, p. 103-108)
- Festival Cearense (digitalização: Obra crítica, volume I, p. 109-116)
- O Mulato (digitalização: Obra crítica, volume I, p. 117-122)

“Publicação de uma série intitulada Sem Oriente, inserta em rodapé na Gazeta da Tarde, Rio de Janeiro, 5 novembro 1881”; ensaio sobre O Mulato de Aluísio Azevedo.
- Sem Oriente (digitalização: Obra crítica, volume I, p. 123-128)
- José de Alencar (digitalização: Obra crítica, volume I, p. 129-258)

Este ensaio de 1882 consta das seguintes partes:
Prefácio
Advertência da 1a edição
José de Alencar - Perfil literário
1. Gênese artística
2. Explosão
3. Ação e reação
4. O mesmo assunto
5. Declínio
6. O mesmo assunto
7. A crítica

- Sem Oriente (digitalização: Obra crítica, volume I, p. 259-264)
- Semana Literária (duas partes: A Luis Guimarães Júnior; De gloriosa memória) (digitalização: Obra crítica, volume I, p. 265-290)
- O Dr. Silvio Romero e o seu Novo Livro (digitalização: Obra crítica, volume I, p. 291-302)
- Santana Neri (digitalização: Obra crítica, volume I, p. 303-306)
- Semana (digitalização: Obra crítica, volume I, p. 307-312)
- Artur de Oliveira (digitalização: Obra crítica, volume I, p. 313-316)

Ensaio sobre Artur de Oliveira.
- Aida (digitalização: Obra crítica, volume I, p. 317-322)
- O Profeta (digitalização: Obra crítica, volume I, p. 323-328)
- Lucros e Perdas (digitalização: Obra crítica, volume I, p. 329-360)
- Cantos Populares do Ceará (digitalização: Obra crítica, volume I, p. 361-372)
- Casa de Pensão (digitalização: Obra crítica, volume I, p. 373-376)

Ensaio sobre o romance naturalista Casa de Pensão de Aluísio Azevedo.
- Casa de Pensão - O Satírico Juvenal e o Romance Realista (digitalização: Obra crítica, volume I, p. 377-380)
- O Gran Galeoto (digitalização: Obra crítica, volume I, p. 381-386)
- Forum (digitalização: Obra crítica, volume I, p. 387-398)
- Germinal (duas partes) (digitalização: Obra crítica, volume I, p. 399-410)
- Victor Hugo (digitalização: Obra crítica, volume I, p. 411-418)
- Os Nossos Livros - tropos e fantasias (digitalização: Obra crítica, volume I, p. 419-422)
- O Volapuque (digitalização: Obra crítica, volume I, p. 423-428)

Ensaio sobre a língua volapuque.
- Enfermidades Estilísticas (digitalização: Obra crítica, volume I, p. 429-450)
- Hamlet-Emanuel (duas partes) (digitalização: Obra crítica, volume I, p. 451-466)
- Naturalismo e Pessimismo (digitalização: Obra crítica, volume I, p. 467-488)

Ensaio sobre cómo o movimento científico perturbou a literatura, com confronto entre “romantismo entusiasta” e “naturalismo pessimista”.
- Literatura Brasileira (digitalização: Obra crítica, volume I, p. 489-498)
- A Arte Como Função (digitalizações: Obra crítica, volume I, p. 499-512 e A Semana, 24 de dezembro de 1887 (conclusão))

Confronto entre Zola e Darwin.

#### Volume II (1888-1894)
O hors texte do volume 2 da Obra crítica contém «Fac-símiles de fôlhas de rosto» da obra Gregório de Mattos de Araripe Júnior (digitalização: Obra crítica, volume II, hors texte), seguidos por uma “Advertência” de Eugênio Gomes, Diretor do Centro de Pesquisas da Casa de Rui Barbosa, em junho de 1960 (Digitalização: Obra crítica, volume II, p. VII-VIII).
- O Novo Intérprete de Dante (digitalização: Obra crítica, volume II, p. 3-12)
- A Poesia em suas Relações com a Função Genésica (digitalização: Obra crítica, volume II, p. 13-20)
- Recado ao autor das Contemporâneas (digitalização: Obra crítica, volume II, p. 21-24)
- A Terra, de Emílio Zola, e O Homem, de Aluísio Azevedo (nove partes) (digitalização: Obra crítica, volume II, p. 25-90)
- Viagens de Gulliver (digitalização: Obra crítica, volume II, p. 91-94)
- Ao Sr. Carlos de Laet (digitalização: Obra crítica, volume II, p. 95-102)
- Colaboração — Comentário do Código Criminal Brasileiro pelo Dr. Tobias Barreto de Menezes (digitalização: Obra crítica, volume II, p. 103-108)
- Poesias de Olavo Bilac (digitalização: Obra crítica, volume II, p. 109-114)
- A Carne, por Júlio Ribeiro (digitalização: Obra crítica, volume II, p. 115-124)
- Raul Pompéia. O Ateneu e o Romance Psicológico (em três partes) (digitalização: Obra crítica, volume II, p. 125-178)
- O Dicionário Gramatical de João Ribeiro (digitalização: Obra crítica, volume II, p. 179-182)
- Pecados — Versos de Medeiros e Albuquerque (digitalização: Obra crítica, volume II, p. 183-188)
- Estética c Eletricidade (digitalização: Obra crítica, volume II, p. 189-194)
- Escritores e Escritos, de Valentim Magalhães (digitalização: Obra crítica, volume II, p. 195-202)
- Máximas e Paradoxos (em 28 partes) (digitalização: Obra crítica, volume II, p. 203-252)
- A Constituição do Estado do Ceará (Projeto João Brígido) (digitalização: Obra crítica, volume II, p. 253-256)
- Crônica Literária — Revista da Sociedade "Tobias e Osório". — Lésbia, Romance por Delia (digitalização: Obra crítica, volume II, p. 257-264)
- Dirceu (digitalização: Obra crítica, volume II, p. 265-282)
  1. A Inconfidência
  2. O Lirismo de Dirceu
  3. D. Maria Dorotéia
  4. Anacreonte e Dirceu
  5. Função de Cupido nas Liras de Gonzaga
- Ardentías — Versos de Alfredo de Magalhães (digitalização: Obra crítica, volume II, p. 283-288)
- Quincas Borba (digitalização: Obra crítica, volume II, p. 289-296)
- A Fome (digitalização: Obra crítica, volume II, p. 297-304)
- Idéias e Sandices do Ignaro Rubião (digitalização: Obra crítica, volume II, p. 305-310)
- Coisas Miúdas (Carta a Paula Nei) (digitalização: Obra crítica, volume II, p. 311-318)
  1. Exangue!
  2. Sicut Erat
  3. Moyses a Tergo; Notas indispensáveis
- O Romance Brasileiro. A Normalista — Cenas do Ceará. Por Adolfo Caminha. — 1893 [em três partes] (digitalização: Obra crítica, volume II, p. 319-328)
- Doutrina contra Doutrina (1ª série), pelo Dr. Sílvio Romero (digitalização: Obra crítica, volume II, p. 329-334)
- História Constitucional da República dos Estados Unidos do Brasil, pelo Dr. Felísbelo Freire [em seis partes] (digitalização: Obra crítica, volume II, p. 335-358)
- Pelo Divórcio (digitalização: Obra crítica, volume II, p. 359-364)
- Prólogo a O Missionário, de Inglês de Souza [em seis partes] (Obra crítica, volume II, p. 365-382)
- Gregório de Matos (ensaio, publicado no Jornal do Brasil em 1893, depois como livro em 1894; digitalização: Obra crítica, volume II, p. 385-490)

Advertência
Prefácio da Primeira Edição
Gregório de Matos (1623-1696)
1. A Sátira; Suas Origens; Os verdadeiros Satíricos
2. O "bôca do inferno"; Malignidade de um poeta
3. O fauno; Brejeirices do poeta em Coimbra e em Lisboa; O "Marinícolas"; Um juiz de má morte e as três freiras do convento da Rosa
4. A terra; O fenômeno da obnubilação; A Bahia: meio híbrido; influência da negra mina; O Recôncavo e as suas riquezas
5. A verdadeira musa do poeta; Influência da mulata sobre as suas trovas e epigramas
6. Os três ódios do poeta; A questão da murça; Sátiro e caipora; Contra padres; Contra advogados; O "Braço forte e o Braço de prata"
7. Ainda os três ódios do poeta; Advocacia pornográfica; Nativismo feroz: guerra ao "Unhate". Contra mulatos: psicologia dessa raça
8. O mofino político; Contra governadores; Caricaturas e retratos; O "Nariz de embono"
9. O parasita; De viola em punho: pelos engenhos; Os amigos do poeta; Galeria de mulatas: lirismo crioulo
10. O deportado; Em Angola: último pleito do poeta; Em Pernambuco: para a eternidade
11. "In excelsis"; Filosofia e pessimismo; o capadocismo; Profecias do poeta
12. "In excelsis" ainda; O autor das Reprovações e o Padre Antônio Vieira; Poética; O gênio do lundu. Notas e Aditamentos.

#### Volume III (1895-1900)
- Machado de Assis [em três partes] (digitalização: Obra crítica, volume III, p. 3-10)
- Nova Escola Penal, pelo Dr. Viveiros de Castro [em três partes] (digitalização: Obra crítica, volume III, p. 11-20)
- Don Martín Garcia Merou (Perfil literário) [em sete partes] (digitalização: Obra crítica, volume III, p. 21-62)
- Entusiasmo e Ternura (digitalização: Obra crítica, volume III, p. 63-68)
- Carta a Antônio Sales (digitalização: Obra crítica, volume III, p. 69-72)
- Poesia Lírica e Canções de Outono (digitalização: Obra crítica, volume III, p. 73-82)
- O Combate Naval de 16 de Abril [em duas partes] (digitalização: Obra crítica, volume III, p. 83-92)
- Americanismo (digitalização: Obra crítica, volume III, p. 93-100)
- Movimento Literário do Ano de 1893 — O Crepúsculo dos Povos. Dois ensaios, 1896. (digitalização: Obra crítica, volume III, p. 101-222)

Advertência [Obra crítica, volume III, p. 104]
- Movimento Literário do Ano de 1893 (digitalização: Obra crítica, volume III, p. 105-194)

1. Ascendência republicana; A questão do nativismo
2. Festas Nacionais, de Rodrigo Otávio; A Democracia Representativa, de Assis Brasil; Parlamentarismo e Presidencialismo, de Sílvio Romero
3. Novos líricos brasileiros; Coração, de Zalina Rolim; Imagens e Visões, de Luís Rosa; Parnaso. Fototipias, de Figueiredo Pimentel
4. O anarquismo e a literatura; Paris e os escandinavos; Influência do decadismo no Brasil; Cruz e Sousa; A Padaria Espiritual do Ceará; Poetas do Recife
5. Contistas e fantasias; Teoria do Conto; Chiquinha Mascote, de Viveiros de Castro; Rose Castle, de Virgílio Várzea; Contos Amazônicos, de Inglês de Sousa
6. Romancistas; O demonismo no romance; A Capital Federal, de Coelho Neto; Celeste, de Délia; O Abôrto, de F. Pimentel; A Mortalha de Alzira, de A. Azevedo; Encarnação, de J. de Alencar; Degenerescência literária; Os escandinavos; Ibsen
7. Artigos do Senhor Felisbelo Freire; Tradução das Lições de Lastarría, por Lúcio de Mendonça; A Redenção de Tiradentes; A Memória do Senador Ottoni; O Imperador no Exílio, de Afonso Celso; Memórias e viagens; Literatura jurídica; Clóvis Beviláqua; Poesia científica; Martins Júnior; Crítica; Conclusão.

- O Crepúsculo dos Povos [nove partes] (digitalização: Obra crítica, volume III, p. 195-222)

- A Literatura do Futuro. Decadismo, Simbolismo, Misticismo e Faquirismo Literário [em quatro partes] (digitalização: Obra crítica, volume III, p. 223-234)
- Anchieta (digitalização: Obra crítica, volume III, p. 235-242)
- O Fetiche (digitalização: Obra crítica, volume III, p. 243-248)
- Um Precursor de Taine (digitalização: Obra crítica, volume III, p.249-256)
- Raul Pompéia como Esteta (digitalização: Obra crítica, volume III, p. 257-264)
- Prefácio ao Embrionários, de Júlio Freitas Júnior (digitalização: Obra crítica, volume III, p. 265-270)
- Silvio Romero Polemista [em quince partes] (digitalização: Obra crítica, volume III, p. 271-332)
- A Pedagogia Rabelaisiana (digitalização: Obra crítica, volume III, p. 333-342)
- Ulisses e o Mundo Moderno [em quatro partes] (digitalização: Obra crítica, volume III, p. 343-366)
- Clóvis Beviláqua [em três partes] (digitalização: Obra crítica, volume III, p. 367-402)
- O Pão do Espírito (digitalização: Obra crítica, volume III, p. 403-508)
  1. Felisberto Caldeira; Crônica dos Tempos Coloniais
  2. Uma Solução Jurídica
  3. Um Velho Lôbo-do-Mar
  4. Títulos ao Portador no Direito Brasileiro
  5. Sonho Chinês
  6. Simbolismo
  7. A Propriedade
  8. A Cultura dos Campos
  9. Dois Poetas Simbolistas
  10. A Nova Fase do Direito Civil
  11. Um Poeta Romântico
  12. O Tirano Rosas
  13. Rimário
  14. O Brasil por um Nôvo Prisma
  15. O Brasil Intelectual
  16. Dois Romances.
- Eça de Queirós (digitalização: Obra crítica, volume III, p. 509-514)
- Prefácio a O Grande Problema, de Rocha Pombo (digitalização: Obra crítica, volume III, p. 515-522)

#### Volume IV (1901-1910)
O hors texte contém um “Perfil de Araripe Júnior”, seguido por um prefácio redigido por Thiers Martins Moreira (digitalização: Obra crítica, volume IV, p. VII-VIII.
- João Ribeiro, Filólogo e Historiador (digitalização: Obra crítica, volume IV, p. 3-14
- Greenhalgh (Poema de Lacerda Coutinho)  (digitalização: Obra crítica, volume IV, p. 15-22
- Comentários à Constituição Federal Brasileira, pelo Dr. João Barbalho [em cinco partes] (digitalização: Obra crítica, volume IV, p. 23-64
- Código Comercial Brasileiro, anotado pelo Dr. Bento de Faria (digitalização: Obra crítica, volume IV, p. 65-74
- Estudos e Ensaios do Dr. João Carneiro de Sousa Bandeira (digitalização: Obra crítica, volume IV, p. 75-84
- Ulisses e Dionisos (digitalização: Obra crítica, volume IV, p. 85-88
- Os Sertões (Campanha de Canudos), por Euclides da Cunha (digitalização: Obra crítica, volume IV, p. 89-124. Primitivamente estampado no Jornal do Commercio em 1903; reeditado como capítulo de: Juízos críticos - Os Sertões (Campanha de Canudos), por Euclides da Cunha, Rio de Janeiro: Laemmert & Cia., 1904 (39 páginas) (reeditado e ampliado como Juízos críticos : Os sertões e os olhares de sua época, São Paulo: Editora Unesp, 2003, OCLC 54507859)
- Um Prólogo de Medeiros e Albuquerque (digitalização: Obra crítica, volume IV, p. 125-144
- Dor, de Escragnolle Dória (digitalização: Obra crítica, volume IV, p. 145-150
- O Livro do Padre Severiano (Carta ao Sr. Valfrido Ribeiro) (digitalização: Obra crítica, volume IV, p. 151-162
- Flaubert (digitalização: Obra crítica, volume IV, p. 163-166
- Raul Pompéia (digitalização: Obra crítica, volume IV, p. 167-174
- Tratado de Ciência de Administração e Direito Administrativo, pelo Dr. A. Viveiros de Castro [três parágrafos] (digitalização: Obra crítica, volume IV, p. 175-194
- O Ensino Público, pelo Dr. Pinheiro Guimarães (digitalização: Obra crítica, volume IV, p. 195-202
- A Gaia Scienza, de G. Ferrero (digitalização: Obra crítica, volume IV, p. 203-214
- O Prometeu de Ésquilo (digitalização: Obra crítica, volume IV, p. 215-224
- Dois Grandes Estilos. Contrastes e Confrontos [em três partes] (digitalização: Obra crítica, volume IV, p. 225-248
- Inferno Verde (Carta a Euclides da Cunha) (digitalização: Obra crítica, volume IV, p. 249-258
- Processos Criminais. Alegações e Defesas pelo Dr. Alfredo Pujol [três parágrafos] (digitalização: Obra crítica, volume IV, p. 259-276
- Machado de Assis (digitalização: Obra crítica, volume IV, p. 277-284
- Vaidades, versos de Batista Cepelos (digitalização: Obra crítica, volume IV, p. 285-290
- Dois Vulcões Extintos. Raul Pompéia e Euclides da Cunha (digitalização: Obra crítica, volume IV, p. 291-300
- Vicente de Carvalho (digitalização: Obra crítica, volume IV, p. 301-304
- A Doutrina de Monroe [once partes] (digitalização: Obra crítica, volume IV, p. 305-340
- Diálogos das Novas Grandezas do Brasil (digitalização: Obra crítica, volume IV, p. 341-456
  1. Primeira Série
    1. Rui Barbosa: Anteu ou Briareu?
    2. Rui Barbosa: Briareu
    3. Rui Barbosa: Proteu
    4. Sonho Chinês; Rui Barbosa: Prometeu
    5. Môscas e Aranhas
    6. Utopia
    7. De Automóvel [quatro parágrafos: 1) Uma Anedota; 2) Na Subida da Serra; 3) No Alto da Boavista; 4) Furnas.

  2. Segunda Série: Viagem Extraordinária [quatro parágrafos]
  3. Terceira Série: O Teatro Nacional [1: A Caveira de Burro. 2: Um Projeto Bifado. 3: Os Mármores Municipais]
- Ovidianas, por Lacerda Coutinho (digitalização: Obra crítica, volume IV, p. 457-461

#### Volume V (1911 e Anexos)
O hors texte contém a primeira página do caderno Reminiscências (digitalização: Obra crítica, volume V, hors texte, seguido por um prefácio de Afrânio Coutinho (digitalização: Obra crítica, volume V, p. VII-XV).
- Uma Carta Singular de Antônio de Castilho (digitalização: Obra crítica, volume V, p. 1-8
- Os Tigres do Sundarbans e o Poeta Fluminense Agripino Grieco (digitalização: Obra crítica, volume V, p. 9-20
- Recordações do Club Rabelais (digitalização: Obra crítica, volume V, p. 21-30
- Ibsen (Digitalização: Obra crítica, volume V, p. 31-183)

- Prefácio
- A Tragédia Esquiliana
- O Trânsito Dantesco
- O Mundo Shakespeariano
- O sentimento trágico do século XIX
- Ibsen e o espírito da tragédia
- Ibsen e o misticismo
- Ibsen e o sortilégio
- Ibsen e o simbolismo
- A moral de Ibsen

- Contos Brasileiros [anexo] (digitalização: Obra crítica, volume V, p. 185-196
- Riachuelo, poema em cinco atos por L. J. Pereira da Silva [anexo] (digitalização: Obra crítica, volume V, p. 197-218
- Falenas, versos de Machado de Assis [anexo] (digitalização: Obra crítica, volume V, p. 219-224
- Sem Oriente [anexo] (digitalização: Obra crítica, volume V, p. 225-230
- Versos de Um Simples [anexo] (digitalização: Obra crítica, volume V, p. 231-252
- Um Romancista do Norte [anexo] (digitalização: Obra crítica, volume V, p. 253-258
- Miragem [anexo] (digitalização: Obra crítica, volume V, p. 259-268
- Anchieta - A Doença Eucarística do Noviço José [anexo] (digitalização: Obra crítica, volume V, p. 269-282
- Discurso em Recepção a Afrânio Peixoto na Academia Brasileira de Letras [anexo] (digitalização: Obra crítica, volume V, p. 283-296

## Literatura secundária
- Augusto Victorino Alves Sacramento Blake: Diccionario Bibliographico Brazileiro. Rio de Janeiro: Imprensa Nacional, 1883, 7 volumes.
- Alfredo Bosi (seleção e apresentação). Araripe Júnior: teoria, crítica e história literária. São Paulo: EDUSP, 1978.
- Luiz Roberto Cairo. O salto por cima da própria sombra. O discurso crítico de Araripe Júnior: uma leitura. São Paulo: Annablume, 1996.
- Afrânio Coutinho, José Galante de Sousa: Enciclopédia de literatura brasileira. 2 volumes. Rio de Janeiro: Fundação Biblioteca Nacional, Academia Brasileira de Letras, 2001. ISBN 8526007238

### Lista biográfica compilada por Braga Montenegro[3]
Na bibliografia organizada pelo crítico Braga Montenegro para a edição do livro O cajueiro do Fagundes (1975) figura a seguinte literatura secundária:
- José Veríssimo. Estudos literários brasileiros (1a série). Rio de Janeiro: Garnier, 1901.

- José Veríssimo. História da literatura brasileira. Rio de Janeiro, 1916.

- José Veríssimo. Letras e literatos. (1912-1914, póstuma). Rio de Janeiro: Livraria José Olympio Editora, 1936. OCLC 28580823

- Pedro do Couto. Páginas de crítica. Lisboa: Livraria Clássica, 1906. OCLC 4125157

- Escragnolle Dória. “Araripe Júnior”. In: Revista da Academia Cearense de Letras, 1913.

- Barão de Studart. Dicionário biobibliográfico cearense, vol. III. Fortaleza, Tip. Minerva, 1915.

- Dolor Barreira. História da literatura cearense, tomo I. Fortaleza: Editora Instituto do Ceará, 1948. OCLC 6613496

- Abelardo Fernando Montenegro. “Araripe Júnior”. In: O romance cearense. Fortaleza, 1953. OCLC 5514269

- Afrânio Coutinho. Euclides, Capistrano e Araripe. Rio de Janeiro: MEC, 1959. OCLC 3829504

- Afrânio Coutinho. “Prefácio”. In: Obra crítica de Araripe Júnior. Volume V. Rio de Janeiro: Ministério da Educação e Cultura / Casa de Rui Barbosa, 1970, p. VII-XV. Com bibliografia de e sobre Araripe Júnior.

- Afrânio Coutinho. “A nacionalização da literatura brasileira no pensamento crítico de Araripe Junior”. In: Revista Brasileira, no. 21-22, ano IX (jan.-jun. 1958).

- José Aderaldo Castelo. “Biografia literária de Araripe Júnior - o homem e a época.” In: Revista do Instituto do Ceará, tomo LXII, ano LXII, Fortaleza, 1948.

- Otacílio Colares. “O centenário de Araripe Júnior”. In: Folha da Manhã, São Paulo, 1 de agosto de 1948.

- Braga Montenegro. “Araripe Júnior” (Subsídios par a um estudo). In: Clã, ano 1, no. 3, Fortaleza, 1948.

- Braga Montenegro. “A ficção de Araripe Júnior”. Apresentação da edição de O cajueiro do Fagundes. Fortaleza: Publicação da Secretaria de Cultura do Ceará, 1975. OCLC 2333357

- Pedro Paulo Montenegro. “A teoria da literatura na obra crítica de Araripe Júnior”. In: Tempo Brasileiro. Rio de Janeiro, 1974. ISSN 0102-8782

- Sânzio de Azevedo. A literatura cearense. Fortaleza: Publicação da Academia Cearense de Letras, 1976. OCLC 3629798

- João Pacheco. “O realismo”. In: A literatura brasileira, vol. III. São Paulo, Cultrix, 1971.

- Antônio Soares Amora. “O romantismo”. In: A literatura brasileira, vol. II. São Paulo, Cultrix, 1969.

- Sônia Brayner. Labirinto do espaço romântico. Rio de Janeiro/Brasília: Civilização Brasileira/MEC, 1979.

- Agrippino Grieco. Evolução da prosa brasileira. Rio de Janeiro: Ariel Editora, 1933. OCLC 27084728